# NGC 4284
NGC 4284 ist eine Spiralgalaxie vom Hubble-Typ Sbc im Sternbild Großer Bär am Nordsternhimmel. Sie ist schätzungsweise 192 Millionen Lichtjahre von der Milchstraße entfernt. 
Das Objekt wurde am 17. April 1789 von dem Astronomen Wilhelm Herschel entdeckt.